# Helena Bleicher
Helena Marlen Bleicher, née le 25 décembre 1998 à Ravensbourg dans le Bade-Wurtemberg, est une mannequin et reine de beauté allemande, élue Miss Univers Allemagne 2023.

## Biographie
Bleicher est né à Ravensbourg et a grandi à Cologne. Elle est allée à l’Université de Cologne où elle a obtenu sa licence en anglais et en art et a également étudié à l’University College de Londres à Londres, en Angleterre. Bleicher a étudié à l'université du Sud de l'Alabama à Mobile, Alabama, États-Unis.

## Concours de beauté

### Miss Aura International 2022
Le 26 septembre 2022, Bleicher a représenté l'Allemagne à Miss Aura International 2022 (id) et a concouru contre 32 autres candidates à Antalya, en Turquie, où elle a terminé dans le Top 10.

### Miss Univers Allemagne 2023
Le 15 juillet 2023, Bleicher a concouru contre 22 autres candidates à Miss Univers Allemagne 2023 au Holiday Inn Düsseldorf – Neuss à Neuss, où elle a remporté le titre et a été remplacée par Soraya Kohlmann.

### Miss Univers 2023
Le 18 novembre 2023, Bleicher représentera l'Allemagne à Miss Univers 2023 à San Salvador, au Salvador.